# Dicranum arcuatipes
Dicranum arcuatipes är en bladmossart som beskrevs av C. Müller 1900. Dicranum arcuatipes ingår i släktet kvastmossor, och familjen Dicranaceae. Inga underarter finns listade i Catalogue of Life.